# Islam en la República Checa

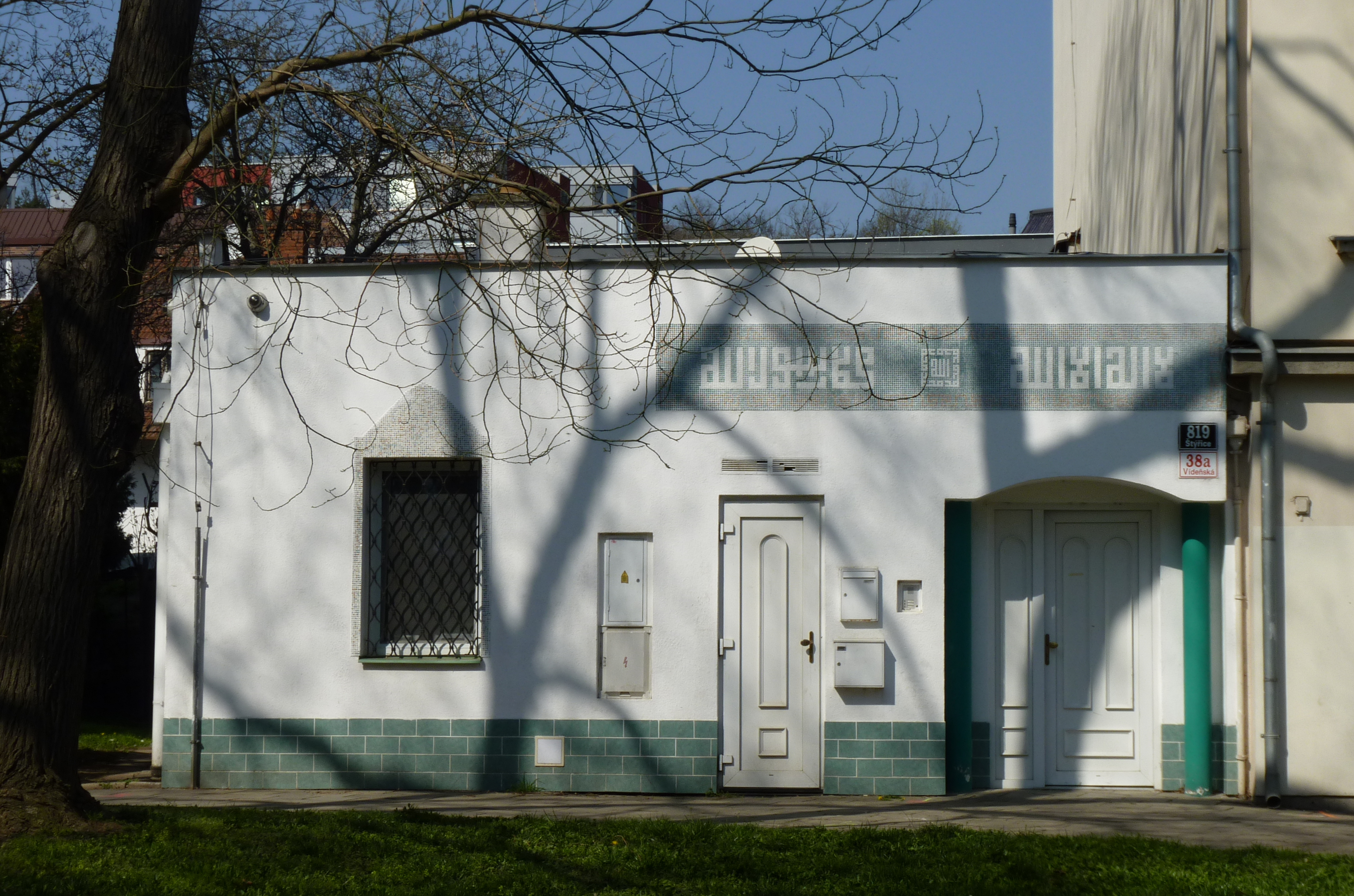
Mezquita de Brno en la República Checa

Según el censo de 2017, hay alrededor de 20 000 musulmanes en la República Checa (menos del 0,2% de la población del país), en comparación con 3400 en 2010 y 495 en 1991. Casi todos los musulmanes en la República Checa son sunníes.
Los centros islámicos se encuentran principalmente en Praga y Brno, luego en Teplice, Hradec Králové, Liberec, Pilsen, Karlovy Vary y Kolová (distrito de Karlovy Vary). En 2004, las autoridades locales rechazaron los planes para construir una mezquita en la aldea de Orlová.

## Historia
La primera visita documentada de una persona con conocimiento del Islam fue hecha (964-965) por Íbrahím ibn Jaqúb, un comerciante judío de la entonces musulmana España. Sus memorias se publicaron más tarde para convertirse en uno de los primeros testimonios sobre Europa Central en el mundo islámico.
Durante ambos asedios de Viena, los grupos de reconocimiento de los ejércitos otomanos llegaron a Moravia. Los fuertes vínculos comerciales entre Austria-Hungría y el Imperio otomano surgieron durante el siglo XIX.
Tradicionalmente, la influencia del Islam en la cultura de las tierras checas ha sido pequeña.

## Era moderna
Una ley de 1912 de la monarquía austro-húngara reconoció al islam como una "religión de estado" y permitió oficialmente su presencia en lo que hoy es la República Checa. La primera comunidad (Muslimské náboženské obce pro Československo) se estableció en 1934 y se disolvió en 1949. Un intento de establecer una nueva comunidad en 1968 fracasó. En 1991, se estableció el Centro de comunidades musulmanas (en checo: Ústředí muslimských náboženských obcí). En 1998 se abrió la primera mezquita, en Brno y un año después otra, en la capital, Praga. Los ciudadanos locales han detenido los intentos de abrir mezquitas en otras ciudades. En 2004, el islam se registró oficialmente en la República Checa: la comunidad es elegible para obtener fondos del estado.
La mayoría de los musulmanes son de Bosnia-Herzegovina (principios de 1990) y antiguos países de la Unión Soviética (en su mayoría de la región del Cáucaso, desde finales de 1990 hasta la actualidad). Una parte importante e influyente son las personas de clase media de origen egipcio, sirio y otras ascendencias del Medio Oriente (por lo general aquellos que estudiaron en Checoslovaquia y decidieron quedarse). Algunos cientos de musulmanes son conversos checos

## Temores del fundamentalismo islámico
El presidente Miloš Zeman se encuentra entre los que han expresado su temor de que el terrorismo islámico pueda amenazar a la República. En agosto de 2016, por primera vez, un ciudadano checo fue acusado bajo sospecha de tratar de unirse al ISIS.